# Drosera eneabba
Drosera enneaba es una especiede planta carnívora perteneciente a la familia Droseraceae que es originaria de Australia donde se distribuye por Eneabba y Badgingarra.

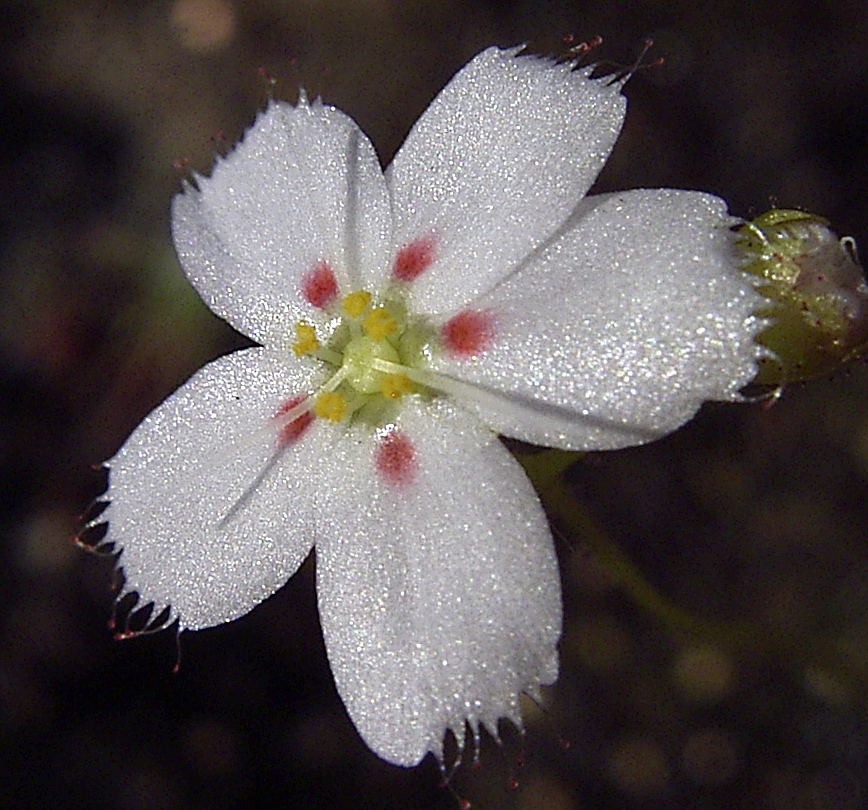
Detalle de la flor

## Descripción
Drosera echinoblastus   es una planta perenne,  herbácea con sistema de raíces finas, fibrosas. La planta forma una roseta, sigue siendo pequeña y casi no llega a más de 2 cm de diámetro. Dispone de un tallo de 1 cm de con las hojas marchitas de la pretemporada siendo,  a menudo cubierto de arena, por lo que sólo la roseta de hojas jóvenes es visible. Las estípulas  forman la persistencia del verano caliente en la costa sureste de Australia miden  4 mm de largo y 4 mm de ancho.  Las láminas de las hojas son elípticas, ahuecadas, hasta 2,3 mm de largo y ocupado en la parte inferior con diminutos pelos glandulares. Glándulas largas que se encuentran en el borde de la lámina de la hoja, las más pequeñas dentro. Los pecíolos son de 4,5 mm de largo, 0.5 mm de ancho y lleno de algunos diminutos pelos glandulares.
El tiempo de floración es en octubre. La tallos de las flores (rara vez dos) se llena con glándulas diminutas de hasta 8 cm de largo. La inflorescencia es sinuosa con 10 a 15 flores, con glándulas de  alrededor de 4 milímetros en los tallos de las flores. 

## Taxonomía
Drosera enneaba fue descrita por N.G.Marchant & Lowrie y publicado en Kew Bulletin 47(2): 322. 1992.
enneaba: epíteto geográfico que alude a la localidad donde se encuentra.